# اودینگستون
latitudeاودینگستونlongitudeاودینگستون
اودینگستون (به انگلیسی: Uddingston) یک شهر در اسکاتلند است که در لانارکشر جنوبی واقع شده‌است.

## خصوصیات
اودینگستون ۵٬۰۰۰ نفر جمعیت دارد.